# Museo della vita e dell'architettura popolare della Transcarpazia
Il Museo della vita e dell'architettura popolare della Transcarpazia (in ucraino Закарпатський музей народної архітектури та побуту?, Zakaprats'kyj muzej narodnoï architektury ta pobutu; in russo Закарпатский музей народной архитектуры и быта?, Zakapratskij muzej narodnoj architektury i byta) è un museo all'aperto in Ucraina e si trova a Užhorod, nella Oblast' della Transcarpazia.

## Storia

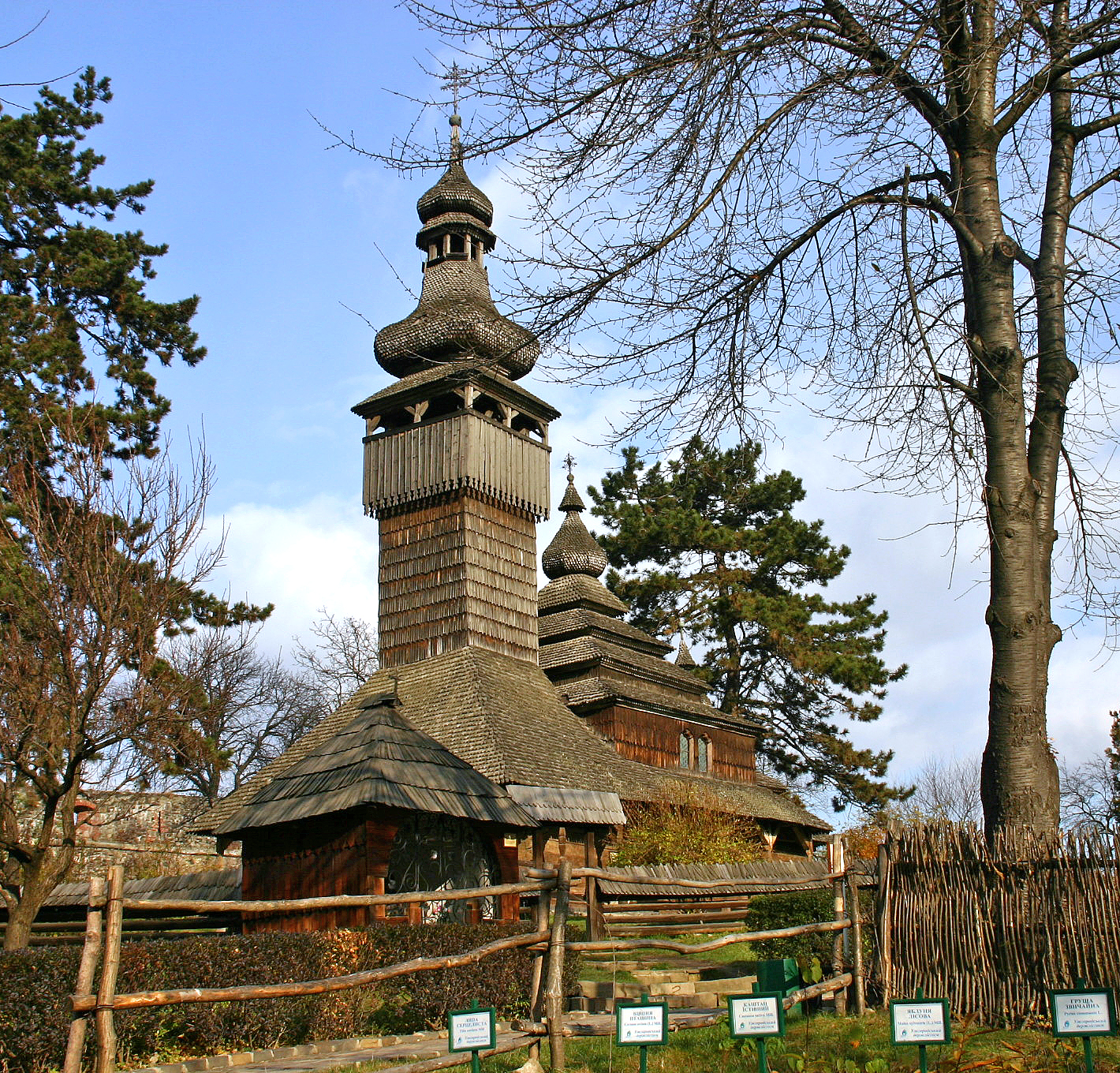
chiesa del Santo Arcangelo Michele

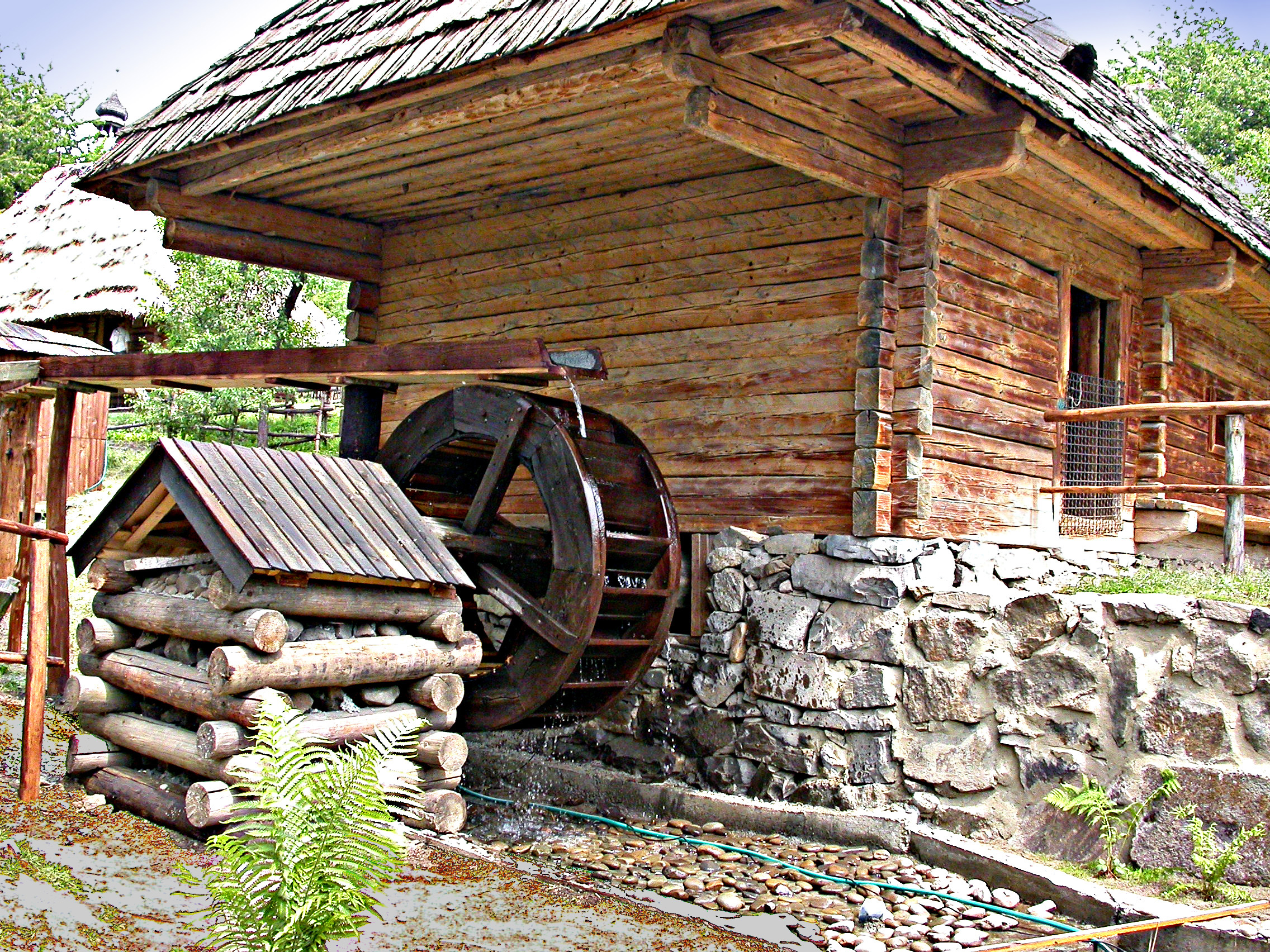
Mulino

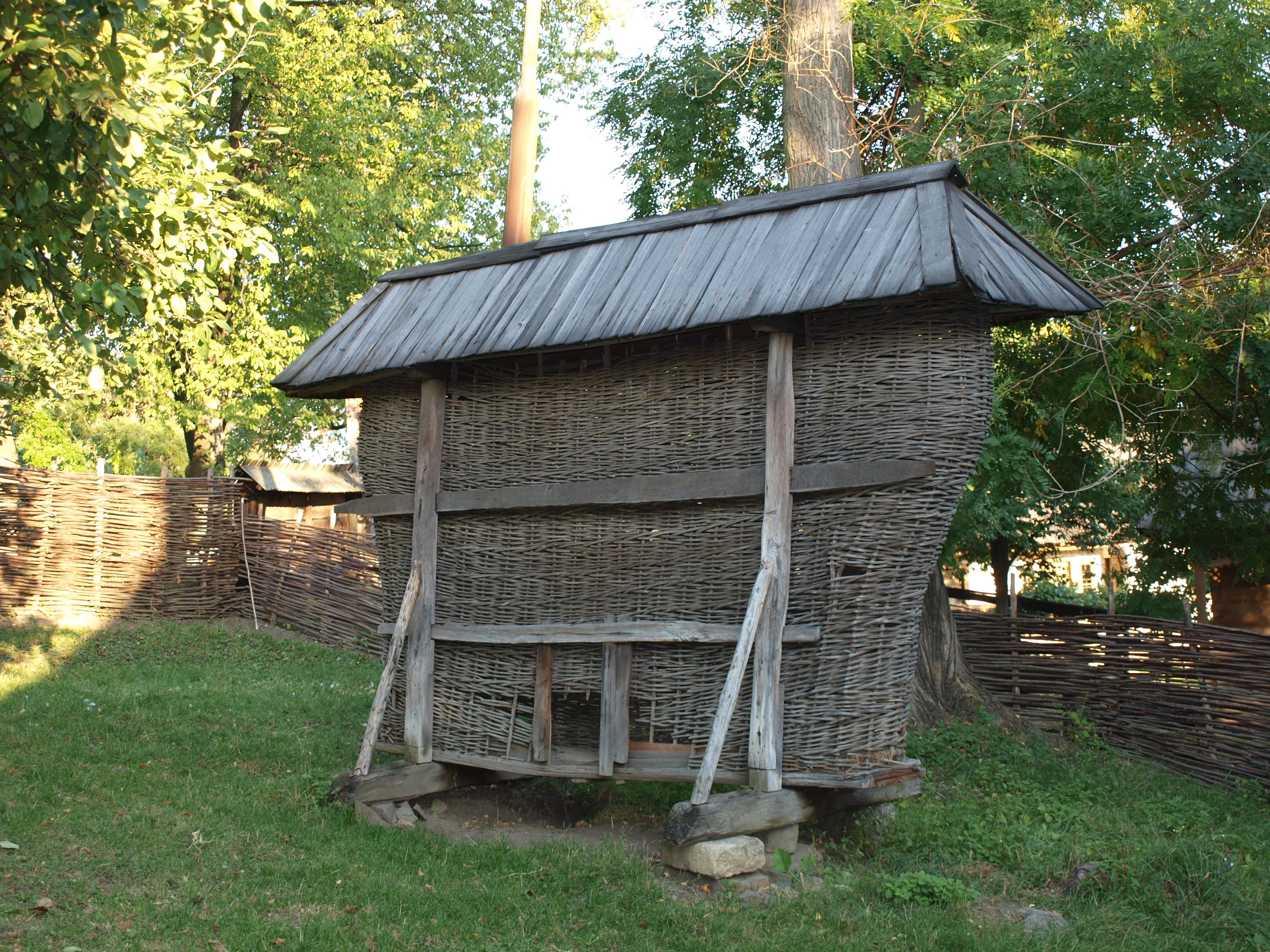
Antico fienile da mais

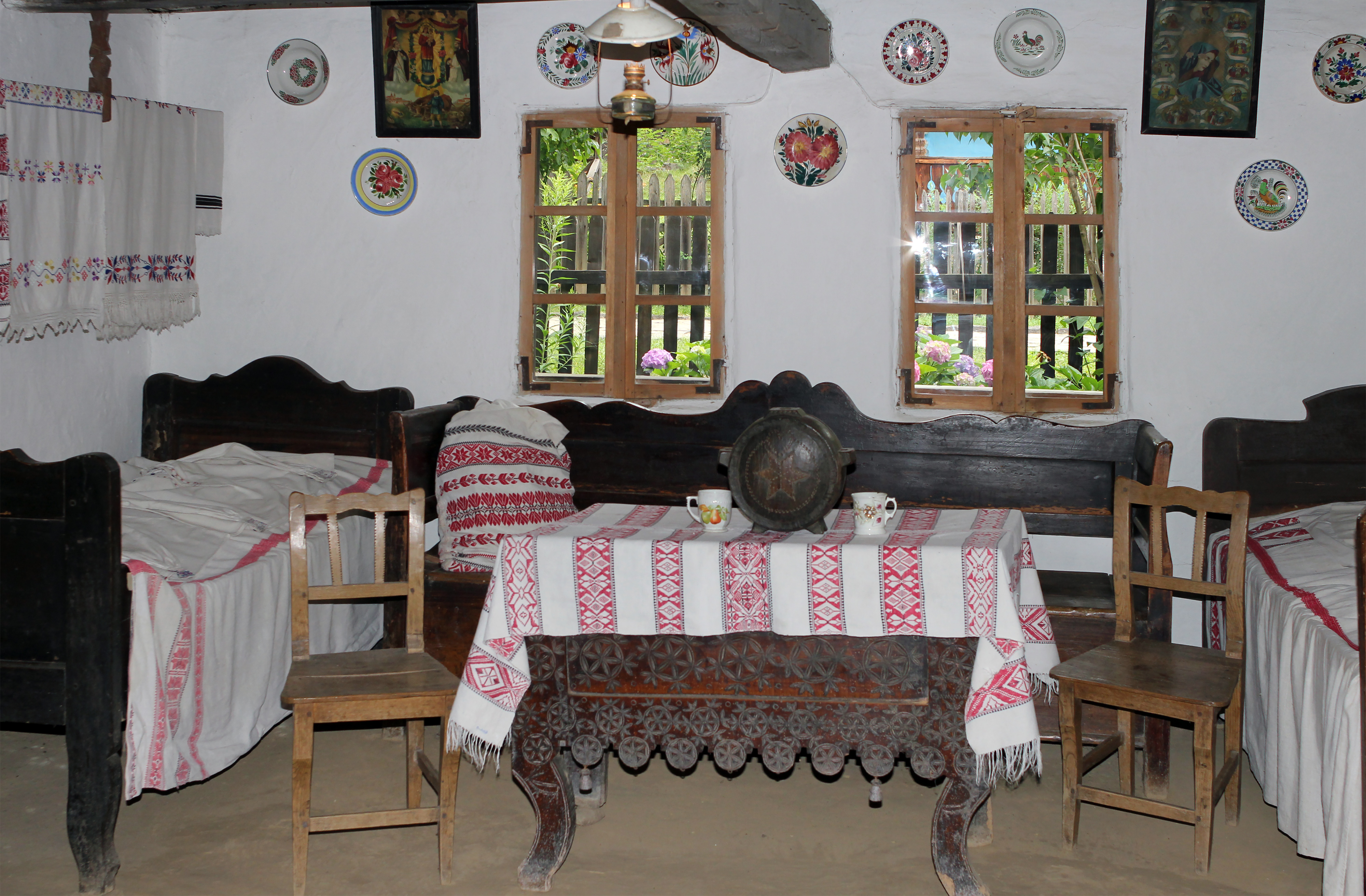
Interno di abitazione popolare

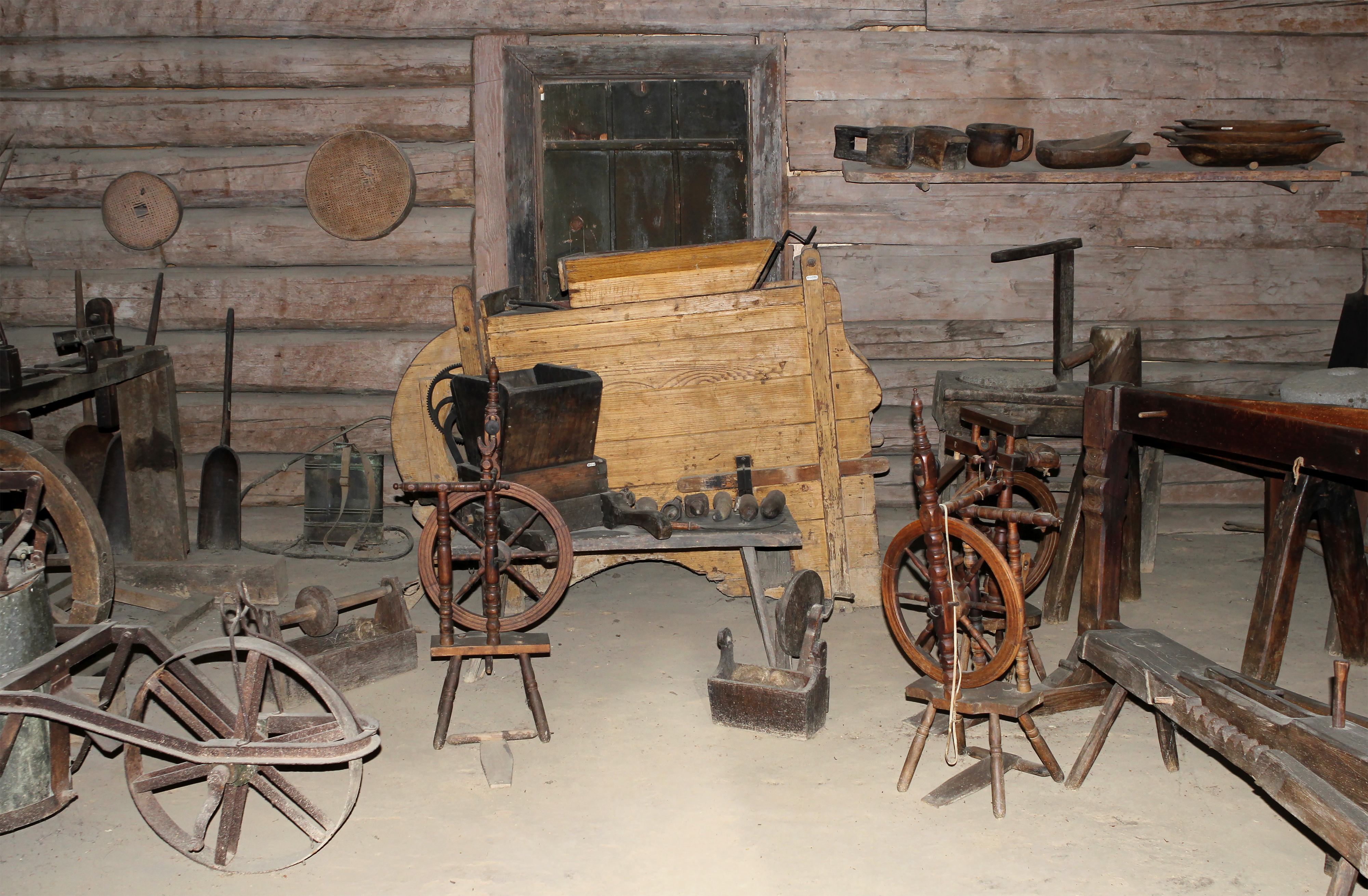
Attrezzi agricoli e strumenti di uso domestico

I lavori per la sua costruzione iniziarono negli anni sessanta e l'apertura risale al giugno 1970 quindi è uno dei primi musei all'aperto in Ucraina.

## Descrizione
Il museo si trova a Užhorod nella parte storica della città, sul versante meridionale della collina del castello. e rappresenta un'istituzione particolare nell'ambito del patrimonio culturale storico-etnogafico dell'Ucraina. Raccoglie esempi architettonici dell'antico villaggio della Transcarpazia oltre a reperti di arte popolare ucraina. Copre un'area di circa 5,5 ettari. Il sito scelto per il museo anticamente era chiamato Fossa delle streghe e in epoche passate aveva visto i roghi delle persone accusate di stregoneria.

## Esposizione
Il museo all'aperto, in una visita da ovest a est, ospita abitazioni e tenute di ucraini di pianura e di valle. I gruppi etnografici presenti sono Lemko, Bojko e Hutsuli dei Carpazi, ma vi sono pure abitazioni di tipo ungherese e rumena. Comprende 7 palazzi principali, 6 edifici residenziali, una chiesa, un campanile, una scuola, una fucina, un mulino, un telaio e una locanda.
Uno degli edifici di maggiore interesse è la chiesa del Santo Arcangelo Michele, risalente al 1777, di un villaggio nel distretto di Mukačevo, uno dei due soli esempi di chiese di Lemko sopravvissute in Ucraina costruita in travi di quercia e ricoperta da scandole. L'interno conserva icone che risalgono al XVII secolo e sono pregevoli esempi di pittura popolare. L'esposizione comprende sale ricche di reperti, veri capolavori popolari opera di falegnami, bottai, ceramisti, tessitori e ricamatori.